# Honorio Delgado
Honorio Ramón Francisco Augusto Delgado Espinoza (Arequipa, 26 de septiembre de 1892-Lima, 27 de noviembre de 1969) fue un médico psiquiatra, filósofo, educador, lingüista y biólogo peruano.

## Biografía
Nació en la ciudad de Arequipa, hijo de Juan Ramón Delgado y Luisa Espinoza. Estuvo casado con Helene Rehe. 
Cursó instrucción secundaria en el Colegio Nacional de la Independencia Americana, centro educativo laico de elevado nivel entonces, que compartía el claustro de San Agustín con la Universidad del mismo nombre.
Estudió Ciencias Naturales en la Universidad del Gran Padre San Agustín de Arequipa, en donde se graduó en bachiller en 1914, con la tesis "Las grandes cuestiones de la herencia". En 1912 estudió en la Facultad de Medicina de San Fernando de Lima, destacándose por su inteligencia y vocación por el estudio. Se graduó de bachiller en 1918 con la tesis "El Psicoanálisis", y el 24 de abril del mismo año, se recibió de médico profesional. Apenas egresado de San Fernando, recibió el premio la Contenta, el cual se otorgaba al mejor alumno de medicina.
Se graduó de Doctor en Medicina en enero de 1920 con la tesis "La naturaleza elemental del proceso de la función", y el 29 de diciembre de 1923 se graduó de Doctor en Ciencias Naturales con la tesis "La rehumanización de la cultura científica por la psicología". Fue entonces que comenzó a trabajar en el Asilo Colonia de la Magdalena, futuro Hospital Víctor Larco Herrera, en donde permanecería durante varias décadas.
En 1948 fue Ministro de Educación Pública, durante el gobierno de José Luis Bustamante y Rivero.
Falleció en la ciudad de Lima el 27 de noviembre de 1969, siendo sepultado en el Cementerio El Ángel.
En 1986 se fundó la Cátedra Honorio Delgado de la Universidad Peruana Cayetano Heredia como un homenaje a la memoria de su fundador. Su primer titular fue su discípulo, Javier Mariategui.

## Labor docente
Inició la labor docente en la Facultad de Medicina de la Universidad Nacional Mayor de San Marcos en 1918, como jefe de Clínica Propedéutica. En 1922 fue catedrático de patología general, y desde 1930 y por largos años fue docente de la especialidad de psiquiatría.
Fue catedrático de biología general (1924-1925) en la Facultad de Ciencias, y de psicología general (1928-1931) en la Facultad de Letras. También formó parte por varios años del Consejo Universitario. Fue representante de la Facultad de Medicina ante la Sociedad de Beneficencia Pública de Lima.
La enseñanza de la psicología general en premédicas y de psicología médica, como ciencia básica en medicina, fueron propugnadas por él desde 1919, debido a su reiterado propósito de "psiquiatrización de la enseñanza de la medicina", realizado tiempo después.
En 1961, ocurrieron una serie de conflictos dentro Facultad de Medicina de la Universidad Nacional Mayor de San Marcos, esto se debió a que desde 1956, con fin de la dictadura de Manuel Odría y el reestablecimiento de la democracia representativa con Manuel Prado Ugarteche, se empezó a gestar corrientes de estudiantes que pedían la implementación de la histórica reforma universitaria que había sido pospuesta por las autoridades tanto universitarias como políticas, este clima también se presentó en la Facultad de Medicina, donde se produjeron incidentes en lo que los estudiantes de Medicina acusaban a los profesores de la Universidad (entre ellos al mismo Honorio Delgado) de haber formado una "oligarquía médica", el conflicto escaló a mayor alrededor de la elección del decano de la Facultad de Medicina, donde el favorito dentro del gremio médico era Honorio Delgado, esto generó un malestar generalizado por parte de los estudiantes debido a que pensaban que con la elección de Delgado como decano, no se podrían implementar los nuevos cambios que la Facultad necesitaba, esto llevó a los estudiantes (encabezados por el presidente de la Federación de estudiantes de San Marcos, el estudiante de Medicina Max Hernández), en acto de protesta (con el apoyo soterrado del rector de San Marcos, Luis Alberto Sánchez que era un impulsor de la reforma universitaria desde su época estudiantil), tomaron la facultad de Medicina. Ante estos hechos Honorio Delgado renunció, junto con Alberto Hurtado y la mayoría de catedráticos, constituyéndose la Unión Médica Cayetano Heredia, que fundó la Universidad Peruana Cayetano Heredia, de la que fue su primer rector por elección, desde 1961 hasta 1966.

## Aportes
Honorio Delgado fue el primero en difundir las teorías psicoanalíticas en el Perú y uno de los primeros en la lengua hispana. Escribió un artículo titulado "El psicoanálisis", en el diario El Comercio de Lima, el 1 de enero de 1915, y más adelante publicó otros artículos sobre aquel tema en la Revista de Psiquiatría y Disciplinas Conexas, así como en otros medios. El mismo Sigmund Freud lo citó en su obra Historia del movimiento psicoanalítico. Sin embargo, se convirtió luego en un crítico severo del psicoanálisis. Escribió también a favor de las ideas eugenésicas, en boga en la primera mitad del siglo XX.
Asimismo, fue uno de los primeros en difundir en el Perú las ideas del movimiento de higiene mental, iniciado por el psiquiatra norteamericano Clifford Bears en 1908. Junto a Hermilio Valdizán fundó el Seminario Psicopedagógico en 1919, y en 1922 ambos publicaron ¡Defiéndase de la locura! Cartilla de higiene mental. 
Con Hermilio Valdizán fundó la Revista de Psiquiatría y Disciplinas Conexas, que apareció entre los años 1918 y 1924. Posteriormente, junto a Óscar Trelles, fundó en 1938 la Revista de Neuro-Psiquiatría, que se publica hasta la actualidad.
Introdujo en el Perú muchos de los tratamientos biológicos en la psiquiatría. Como interno del Hospicio de Insanos, en 1917, utilizó el nucleinato de sodio para el tratamiento de la agitación en la manía y en la esquizofrenia, y en 1919, reportó el uso de luminal para el control de las crisis convulsivas. 
También introdujo en el Perú el primer fármaco antipsicótico, la clorpromazina, en 1953, un año después de su aparición en Francia. Fue uno de los 31 psiquiatras fundadores en Zürich del Collegium Internationale Neuro-Psychopharmacologicum (CINP) en 1957. 
Honorio Delgado es también considerado como uno de los fundadores de la psicología en el Perú. La psicología para Delgado era una disciplina independiente, pero a la vez una disciplina filosófica, no solo por "los problemas metafísicos que implica la conciencia", sino además porque esta última "abarca la totalidad de la experiencia" y constituye "la esfera de actualización del espíritu"; le compete además a la psicología la interpretación de la mente, como un "riguroso y sobrio esfuerzo del espíritu", con la intervención de la intuición inmediata y el pensamiento lógico. Dada la inconmesurabilidad de los fenómenos psíquicos, no cabe plantear la medida de los mismos, sino únicamente de sus correlatos fisiológicos o conductuales, por lo que el concepto de medida psíquica deviene en “impropio y contrario a la naturaleza del espíritu”. La imposibilidad de reducir la heterogeneidad de la vida mental a una síntesis unitaria de ideas fundamentales y métodos conciliables, lleva a que "la psicología no puede considerarse, en rigor, en su estado presente, como una ciencia". De ahí que para Delgado, la psicología sea fundamentalmente de índole espiritual e intuitiva. No es de extrañar, por lo tanto, el antagonismo de Delgado a la visión “científica” o “positivista” de la psicología, que anhelaba “sustituir el estudio de la vida anímica, considerada (…) como mero epifenómeno de los procesos materiales, por una fisiología cerebral rigurosa”, lo cual “nunca ha pasado de ser un mito estimulante”.

La filosofía de Honorio Delgado estuvo influida inicialmente por Arthur Schopenhauer y Friedrich Nietzsche, y más adelante por la fenomenología de Karl Jaspers y la filosofía del espíritu de Nicolai Hartmann, desarrollando un pensamiento de orientación espiritualista, antipositivista y católica conservadora. Asimismo, fue defensor de una cultura superior como privilegio de una élite, afirmando que "cuando falta esta continuidad de la excelencia rectora puede propugnarse esa enormidad demagógica, contra natura y contra cultura, de que todos los hombres tienen igual aptitud para ser educados".

## Distinciones, premios y reconocimientos
Se hizo acreedor de diversas distinciones entre las que figuran: 
- Doctor honoris causa de la Universidad de Salamanca en 1954.
- Doctor honoris causa de la Universidad de Bogotá.
- Doctor honoris causa de la Universidad Peruana de Ciencias Médicas y Biológicas Cayetano Heredia (1962).
- Oficial de la Orden del Sol del Perú (1936).
- Premio Hipólito Unanue, otorgado por la Academia Nacional de Medicina (1943).
- Las Palmas Magisteriales del Perú.
- La Gran Cruz de la Orden de Hipólito Unanue.
- La Gran Cruz de la Orden de Mérito de la República Federal Alemana.

## Otros cargos
- Miembro titular de la Academia Nacional de Medicina de Lima (1921).
- Académico de Honor de la Academia Nacional de Medicina de Madrid (1934).
- Miembro honorario del Colegio de Abogados de Lima (1937).
- Socio honorario de la Sociedad de Bellas Artes de Lima (1940).
- Individuo de Número de la Academia Peruana Correspondiente de la Real Academia Española (1941).
- Presidente de la Sociedad Peruana de Filosofía (1949-1951).
- Ministro de Educación Pública durante el gobierno de José Luis Bustamante y Rivero (1948).
- Fundador del Colegio Internacional de Neuropsicofarmacología.

## Obras
A lo largo de su vida, Honorio Delgado publicó cerca de 400 artículos y 20 libros. Una relación extensa de su producción bibliográfica se encuentra en el número de homenaje de la revista Anales de Salud Mental, del año 2001.
Entre su producción bibliográfica destacan:
- Génesis y tratamiento de la demencia precoz (1916).
- El psicoanálisis (1918-1919).
- Algo sobre etiología y profilaxia de la locura a propósito del movimiento estadístico del "Hospicio de Insanos de Lima" (1918).
- Acerca de la importancia, vastedad y límites de la fisiología (1920).
- Psicología y fisiología: Relaciones entre el cuerpo y el alma (1920).
- Orientación de la enseñanza de la patología general (1922).
- ¡Defiéndase de la locura! Cartilla de higiene mental (1922), con Hermilio Valdizán.
- La higiene mental (1922).
- Sigmund Freud (1926).
- Significado de la obra de Freud (1926).
- La rebelión del libido sexual en la vejez (1926), con Hermilio Valdizán.
- La rehabilitación de la interpretación de los sueños (1927).
- Los tipos psicológicos de Jung (1932).
- La formación espiritual (1933).
- Psicología (1933, primera edición), con Mariano Iberico.
- El concepto de degeneración en psiquiatría (1934).
- Herencia de los desórdenes mentales (1935).
- La psiquiatría y la higiene mental en el Perú (1936).
- Ivan Petrovich Pavlov (1936).
- Psicopatología y delimitación clínica de la esquizofrenia (1937).
- Tratamiento de la esquizofrenia con cardiazol a dosis convulsionante (1938).
- Psicología general y psicopatología de las tendencias instintivas (1938).
- El sentido de la acción y los reflejos condicionados (1939).
- Lo esencial del tratamiento moderno de la esquizofrenia (1940).
- Julius Wagner von Jauregg, promotor de la psiquiatría eficaz (1940).
- Paracelso (1941).
- La deformación de la humanidad en el siglo XIX (1941).
- La intransigencia de la Iglesia Católica y las contemporizaciones del protestantismo en cuestiones de moral (1941).
- La cultura superior y las etapas de la educación (1942).
- Acerca de la personalidad y el carácter. Letras (Lima), 9(25), 139-184. https://doi.org/10.30920/letras.9.25.1

- Tipos de carácter (1943).
- La formación espiritual del individuo (1949).
- Curso de psiquiatría (1953, primera edición).
- Lo esencial en el tratamiento de la melancolía (1960).
- Enjuiciamiento de la medicina psicosomática (1960).
- El médico, la medicina y el alma (1961).
- De la cultura y sus artífices (1961).
- Contribuciones a la psicología y la psicopatología (1962).
- Acerca de los tiempos presente, pasado y futuro (1968).